# Hradišťko (Lázně Toušeň)
Hradišťko v Lázních Toušeň je pravěké a raně středověké hradiště na okraji městečka Lázně Toušeň v okrese Praha-východ. Lokalita se nachází v místech s pomístním jménem Hradišťko na východním okraji městečka. Část hradiště je zastavěna rodinnými domy a jeho pozůstatky jsou chráněny jako kulturní památka.

## Historie
Ostrožna s hradištěm se v pravěku nacházela přímo nad břehem Labe v blízkosti jeho soutoku s Jizerou. Poprvé byla osídlena v eneolitu lidem řivnáčské kultury. Druhá fáze opevnění pochází až z raného středověku.
První archeologické výzkumy lokality proběhly na konci devatenáctého století, ale většina informací pochází až ze záchranných výzkumů, které od sedmdesátých let dvacátého století vedl Jaroslav Špaček. Mezi výjimečné nálezy patří zlatá záušnice řivnáčské kultury nebo dětská železná ostruha velkomoravského typu. Využívání lokality i v dalších obdobích pravěku dokládá nález keramické nádoby s kostrou dívky z konce starší doby bronzové nebo keltská spona z doby laténské.

## Stavební podoba
Severní straně ostrožny poskytoval dostatečnou ochranu strmý svah k Labi. Eneolitické sídliště na přístupné straně chránil deset metrů široký a tři metry hluboký příkop vytesaný v opukovém podloží. Samotné sídliště tvořily zahloubené chaty a zásobní jámy. Raně středověké opevnění se skládalo z hrotitého příkopu a valu. Rozloha jím opevněné plochy byla asi 3,5 hektaru.